# Droit économique
Ne doit pas être confondu avec Droit commercial.
 (mai 2023).
 (mai 2023).
La mise en forme du texte ne suit pas les recommandations de Wikipédia : il faut le « wikifier ».
Les points d'amélioration suivants sont les cas les plus fréquents. Le détail des points à revoir est peut-être précisé sur la page de discussion.
- Les titres sont pré-formatés par le logiciel. Ils ne sont ni en capitales, ni en gras.
- Le texte ne doit pas être écrit en capitales (les noms de famille non plus), ni en gras, ni en italique, ni en « petit »…
- Le gras n'est utilisé que pour surligner le titre de l'article dans l'introduction, une seule fois.
- L'italique est rarement utilisé : mots en langue étrangère, titres d'œuvres, noms de bateaux, etc.
- Les citations ne sont pas en italique mais en corps de texte normal. Elles sont entourées par des guillemets français : « et ».
- Les listes à puces sont à éviter, des paragraphes rédigés étant largement préférés. Les tableaux sont à réserver à la présentation de données structurées (résultats, etc.).
- Les appels de note de bas de page (petits chiffres en exposant, introduits par l'outil «  Source ») sont à placer entre la fin de phrase et le point final[comme ça].
- Les liens internes (vers d'autres articles de Wikipédia) sont à choisir avec parcimonie. Créez des liens vers des articles approfondissant le sujet. Les termes génériques sans rapport avec le sujet sont à éviter, ainsi que les répétitions de liens vers un même terme.
- Les liens externes sont à placer uniquement dans une section « Liens externes », à la fin de l'article. Ces liens sont à choisir avec parcimonie suivant les règles définies. Si un lien sert de source à l'article, son insertion dans le texte est à faire par les notes de bas de page.
- La présentation des références doit suivre les conventions bibliographiques. Il est recommandé d'utiliser les modèles {{Ouvrage}}, {{Chapitre}}, {{Article}}, {{Lien web}} et/ou {{Bibliographie}}. Le mode d'édition visuel peut mettre en forme automatiquement les références.
- Insérer une infobox (cadre d'informations à droite) n'est pas obligatoire pour parachever la mise en page.

Pour une aide détaillée, merci de consulter Aide:Wikification.
Si vous pensez que ces points ont été résolus, vous pouvez retirer ce bandeau et améliorer la mise en forme d'un autre article.

Le droit économique est une branche du droit, apparue formellement vers les années 1980 comme une émanation du droit des affaires.
Il s'agit d'une nouvelle approche du droit traitant aussi bien du droit de la concurrence, du droit de la consommation, du droit bancaire, du droit financier, du droit des sociétés, du droit fiscal, du droit du travail, etc.

## Histoire de la matière
Dès 1961, le professeur René Savatier plaidait d'ores et déjà pour l'élaboration d'un droit économique : « Alors que le droit de nos ainés était statique, les fins économiques poursuivies nous obligent à penser en termes de mouvement nos concepts juridiques eux-mêmes ».

## Définition

### La recherche d'une définition par la doctrine juridique
La doctrine de droit économique est présente dans la matière et cherche toujours à améliorer sa conceptualisation. Toutefois, le droit économique reste un objet complexe à identifier puisqu'il s'intéresse aux rapports entre la puissance publique et les entités privées (par le droit fiscal, par exemple), mais aussi aux rapports entre les organisations privées elles-mêmes dans leurs réactions, méthodes, évolutions tout en étudiant aussi les rapports entre les organismes relevant du droit public, tels que les liens entre les différentes autorités de régulation,.
Le droit économique cherche à appréhender de façon globale et systémique les règles de droit régissant l'économie. À ce titre, il s'intéresse plus spécifiquement au marché en tant qu'institution. Cette terminologie institutionnelle du marché invite à présenter un droit économique international qui relève de diverses institutions (OMC, FMI, Banque Mondiale, ...), mais aussi européen, en matière de supervision bancaire notamment (BCE, ABE, MSU, ...). Ces différentes sections du droit économique en font une discipline à part entière.
La constitution d'un droit économique a d'ailleurs pu soulever plusieurs questions importantes et en soulève encore. Le juriste Gérard Farjat, dans son ouvrage Droit Économique (1971), est l'un des premiers à constater la nécessaire construction de cette discipline, analyse qu'il pose dans un essai de définition selon lequel il s'agit « des rapports d'accord ou de subordination existant entre les entreprises et l'État ayant pour objet ou pour résultat la réglementation ou la régulation des échanges ».

### La recherche d'une définition par une approche négative
Pour une majorité d'auteurs, le droit économique n'est pas la politique économique que va mener un État. Ce n'est pas non plus sa politique monétaire. Le droit économique n'est pas en ce sens, synonyme de l'étude qui évalue les règles du système économique d'un État. Il a, au contraire, pour vocation de réunir et rassembler les règles qui régissent le système économique dudit État. Le droit économique ne correspond pas non plus à l'économie du droit car l'angle d'approche est diamétralement opposé, malgré des croisements.

### La recherche d'une définition par le phénomène économique
Le droit économique participe à un élan mondial qui a cherché à objectiver juridiquement l'économie. Ce phénomène peut être notamment expliqué par la mondialisation. La mondialisation accrue de la période s'écoulant des années 1950 aux années 2000 a vu la jonction entre deux mouvements, celui de l'achèvement des grands traités économiques mondiaux et, qui fondent la substance même d'analyse des règles de droit pour l'économie mondiale en ce qu'ils bâtissent un ordre économique international et celui de la création d'organismes inédits qui prennent part à une régulation (qui dans les faits n'a jamais eu lieu) de l'économie mondiale ou en tout cas participent à sa surveillance. Si l'exemple de l'Accord général sur les tarifs douaniers et le commerce (GATT), conclu en 1947 et en vigueur jusqu’en 1994 avec l'OMC complique l'analyse, la création des institutions Bretton Woods en 1944 peut mieux l'illustrer. Cela indique surtout que le droit économique est en constant mouvement, en perpétuelle recherche.

## Enjeux
Les enjeux du droit économique résident dans les dynamiques économiques mondiales et, entendu comme un droit systémique, le droit économique doit répondre d'un grand nombre de sources.

### Les sources du droit économique
Les sources du droit économique sont disparates. À l'origine, le droit commercial est né des premières règles fixées entre commerçants (la lex mercatoria). Peu à peu, ces usages professionnels et ces principes généraux du commerce international ont connu une reconnaissance de nombreuses législations et ont, ensuite, fait l'objet de conventions internationales, ayant pour objectif d'uniformiser les législations étatiques. On retrouve des règles de droit économique dans l'ordre juridique interne au sein de textes de nature constitutionnelle ou législative.
Enfin, le droit économique est régi par des sources privées, composées de conventions conclues entre acteurs privés.

### La juridictionnalisation du droit économique
La juridictionnnalisation du droit économique est encore minime aujourd'hui, malgré des efforts relativement importants de la part de l'État français.

## Rapports avec les autres matières juridiques

### Droit économique international
Il regroupe les règles des institutions internationales qui doivent régir le commerce international, la coopération monétaire et financière, ...

### Droit économique européen
Le droit économique européen est surtout présent dans le droit de l'Union européenne. Il peut être même pensé comme fondement de la matrice des règles européennes. L'UE est en effet, un projet économique à l'origine.

### Droit économique et droit pénal
Le droit économique est lié au droit pénal en raison d'un contentieux plutôt important et emblématique à savoir la criminalité financière et économique.

### Droit économique et philosophie du droit
Le premier auteur à observer un lien entre ceux disciplines est le juriste Claude Champeaud. Il témoigne d'un intérêt prononcé pour la liaison entre ces deux pans de la science juridique

### Droit économique et compliance, régulation et conformité
Il est nécessaire de se rapporter à une terminologie précise de la compliance, la régulation ou encore la conformité afin d'en cerner au mieux les liens avec le droit économique. La juriste Marie-Anne Frison-Roche analyse notamment cela. Il demeure, que tous ces objets sont les sujets du droit économique.

### Droit économique et droit public de l'économie
Les liaisons sont à l'évidence très proches, mais le droit public de l'économie est une école de pensée au sein de ce que à quoi devrait ressembler le droit économique.